# Corentin Phelut
Corentin Phelut (ur. 22 czerwca 2000) – francuski siatkarz, grający na pozycji libero. 

## Sukcesy klubowe
Superpuchar Francji:
- 2024[1]